# A Lego Nexo Knights epizódjainak listája
Ez az oldal a Lego Nexo Knights című 3D-s számítógépes animációs sorozat epizódjait sorolja fel.
A Lego Nexo Knights 5. évadja, amelyet 2019. február 22-én kellett volna kiadni, de 2019. július 27-én Tommy azt mondta, hogy a sorozatot a Lego törli, és mivel az öt évad alacsony költségvetésű szezonja.
Az 5. évadot költségvetési csökkentések miatt lemondták. A LEGO továbbra is kiadta készleteit erre a szezonra.
A Youtube-n és az egész világhálón csak az előzetes és pár videó morzsát lehet megtalálni.

## Évadáttekintés

### Évadok
| Évad | Évad | Epizódok | Epizódok | Eredeti sugárzás    | Eredeti sugárzás    | Eredeti adó     | Magyar sugárzás      | Magyar sugárzás      | Magyar adó      |
| Évad | Évad | Epizódok | Epizódok | Évadpremier         | Évadfinálé          | Eredeti adó     | Évadpremier          | Évadfinálé           | Magyar adó      |
| ---- | ---- | -------- | -------- | ------------------- | ------------------- | --------------- | -------------------- | -------------------- | --------------- |
|      | 1    | 10       | 2        | 2015. december 13.  | 2015. december 13.  | Cartoon Network | 2015. december 17.   | 2015. december 17.   | Cartoon Network |
|      | 1    | 10       | 8        | 2016. január 13     | 2016. március 31.   | Cartoon Network | 2016. február 28.    | 2016. április 17.    | Cartoon Network |
|      | 2    | 10       | 10       | 2016. augusztus 13. | 2016. október 22.   | Cartoon Network | 2016. szeptember 19. | 2016. szeptember 30. | Cartoon Network |
|      | 3    | 10       | 10       | 2017. február 4.    | 2017. április 8.    | Cartoon Network | 2017. február 20.    | 2017. március 3.     | Cartoon Network |
|      | 4    | 10       | 10       | 2017. augusztus 21. | 2017. szeptember 1. | Cartoon Network | 2017. augusztus 14.  | 2017. augusztus 25.  | Cartoon Network |

### Webizódok
| Évad | Évad          | Epizódok | Eredeti sugárzás   | Eredeti sugárzás    | Eredeti adó | Magyar sugárzás    | Magyar sugárzás     | Magyar adó |
| Évad | Évad          | Epizódok | Évadpremier        | Évadfinálé          | Eredeti adó | Évadpremier        | Évadfinálé          | Magyar adó |
| ---- | ------------- | -------- | ------------------ | ------------------- | ----------- | ------------------ | ------------------- | ---------- |
|      | Webizódok     | 8        | 2015. november 27. | 2016. január 22.    | YouTube     | 2015. december 14. | 2016. január 22.    | YouTube    |
|      | Mini epizódok | 55       | 2015. október 8.   | 2017. szeptember 1. | YouTube     | 2015. december 10. | 2017. szeptember 1. | YouTube    |

## 1. évad: A szörnyek könyve (The Book of Monsters) (2016)
| #   | #   | Eredeti cím                  | Magyar cím                 | Rendező                                  | Író             | Eredeti premier    | Magyar premier     | Gyártási szám |
| --- | --- | ---------------------------- | -------------------------- | ---------------------------------------- | --------------- | ------------------ | ------------------ | ------------- |
| 1.  | 1.  | The Book of Monsters, part 1 | A szörnyek könyve, 1. rész | Tommy Andreasen, Thomas Sebastian Fenger | Mark Hoffmeier  | 2015. december 13. | 2015. december 17. | 101           |
| 2.  | 2.  | The Book of Monsters, part 2 | A szörnyek könyve, 2. rész | Tommy Andreasen, Thomas Sebastian Fenger | Mark Hoffmeier  | 2015. december 13. | 2015. december 17. | 102           |
|     |     |                              |                            |                                          |                 |                    |                    |               |
| 3.  | 3.  | The Power of Merlok          | Merlok ereje               | Tommy Andreasen, Thomas Sebastian Fenger | Ernie Altbacker | 2016. január 13.   | 2016. február 28.  | 103           |
| 4.  | 4.  | The Knight's Code            | A lovagi kódex             | Tommy Andreasen, Thomas Sebastian Fenger | Andrew Robinson | 2016. január 14.   | 2016. március 6.   | 104           |
| 5.  | 5.  | Fright Knight                | A félelmek éjszakája       | Tommy Andreasen, Thomas Sebastian Fenger | John Derevlany  | 2016. január 15.   | 2016. március 13.  | 105           |
| 6.  | 6.  | The Golden Castle            | Az aranykastély            | Tommy Andreasen, Thomas Sebastian Fenger | Ernie Altbacker | 2016. március 3.   | 2016. március 20.  | 106           |
| 7.  | 7.  | The Maze of Amazement        | A trükkös labirintus       | Tommy Andreasen, Thomas Sebastian Fenger | Andrew Robinson | 2016. március 10.  | 2016. március 27.  | 107           |
| 8.  | 8.  | The Black Knight             | A fekete lovag             | Tommy Andreasen, Thomas Sebastian Fenger | John Derevlany  | 2016. március 17.  | 2016. április 4.   | 108           |
| 9.  | 9.  | The Book Of Total Badness    | A legrosszabb rossz könyve | Tommy Andreasen, Thomas Sebastian Fenger | Mark Hoffmeier  | 2016. március 24.  | 2016. április 10.  | 109           |
| 10. | 10. | The Might And The Magic      | Erő és varázslat           | Tommy Andreasen, Thomas Sebastian Fenger | Mark Hoffmeier  | 2016. március 31.  | 2016. április 17.  | 110           |

## 2. évad: A megszállottság könyve (The Book of Obsession) (2016)
| #   | #   | Eredeti cím                 | Magyar cím              | Rendező                                  | Író             | Eredeti premier      | Magyar premier       | Gyártási szám |
| --- | --- | --------------------------- | ----------------------- | ---------------------------------------- | --------------- | -------------------- | -------------------- | ------------- |
| 11. | 1.  | Back to School              | Vissza az iskolába      | Tommy Andreasen, Thomas Sebastian Fenger | Mark Hoffmeier  | 2016. augusztus 13.  | 2016. szeptember 26. | 201           |
| 12. | 2.  | Green Is Good?              | A kapzsiság jó?         | Tommy Andreasen, Thomas Sebastian Fenger | Mark Hoffmeier  | 2016. augusztus 13.  | 2016. szeptember 20. | 202           |
| 13. | 3.  | The Book of Obsession       | A megszállottság könyve | Tommy Andreasen, Thomas Sebastian Fenger | Ernie Altbacker | 2016. augusztus 13.  | 2016. szeptember 21. | 203           |
| 14. | 4.  | The King's Tournament       | A király lovagi tornája | Tommy Andreasen, Thomas Sebastian Fenger | John Derevlany  | 2016. szeptember 10. | 2016. szeptember 22. | 204           |
| 15. | 5.  | Monster Chef                | Szörny-séf              | Tommy Andreasen, Thomas Sebastian Fenger | David McDermott | 2016. szeptember 17. | 2016. szeptember 23. | 205           |
| 16. | 6.  | Knight Out                  | Szabadság               | Tommy Andreasen, Thomas Sebastian Fenger | Mark Hoffmeier  | 2016. szeptember 24. | 2016. szeptember 19. | 206           |
| 17. | 7.  | Saturday Knight Fever       | Szombat esti láz        | Tommy Andreasen, Thomas Sebastian Fenger | Ernie Altbacker | 2016. október 1.     | 2016. szeptember 27. | 207           |
| 18. | 8.  | Open Mic Knight             | Viccelődni jó           | Tommy Andreasen, Thomas Sebastian Fenger | John Derevlany  | 2016. október 8.     | 2016. szeptember 28. | 208           |
| 19. | 9.  | The Fortrex and the Furious | Szédítő üldözés         | Tommy Andreasen, Thomas Sebastian Fenger | Mark Hoffmeier  | 2016. október 15.    | 2016. szeptember 29. | 209           |
| 20. | 10. | Kingdom of Heroes           | Hősök királysága        | Tommy Andreasen, Thomas Sebastian Fenger | Mark Hoffmeier  | 2016. október 22.    | 2016. szeptember 30. | 210           |

## 3. évad: Vihar Knighton felett (Storm Over Knighton) (2017)
| #   | #   | Eredeti cím          | Magyar cím                  | Rendező                                  | Író                 | Eredeti premier   | Magyar premier    | Gyártási szám |
| --- | --- | -------------------- | --------------------------- | ---------------------------------------- | ------------------- | ----------------- | ----------------- | ------------- |
| 21. | 1.  | The Cloud            | A felhő                     | Tommy Andreasen, Thomas Sebastian Fenger | Dave Osborne        | 2017. február 4.  | 2017. február 20. | 301           |
| 22. | 2.  | A Little Rusty       | Egy kicsit rozsdás          | Tommy Andreasen, Thomas Sebastian Fenger | Jerry Forder        | 2017. február 11. | 2017. február 21. | 302           |
| 23. | 3.  | Mount Thunderstrox   | Villámstrox-hegy            | Tommy Andreasen, Thomas Sebastian Fenger | Jean Paul Vermeulen | 2017. február 18. | 2017. február 22. | 303           |
| 24. | 4.  | Rotten Luck          | Romlott balszerencse        | Tommy Andreasen, Thomas Sebastian Fenger | Jerry Forder        | 2017. február 25. | 2017. február 23. | 304           |
| 25. | 5.  | Storm Over Rock Wood | Vihar a Sziklás Erdő felett | Tommy Andreasen, Thomas Sebastian Fenger | Dave Osborne        | 2017. március 4.  | 2017. február 24. | 305           |
| 26. | 6.  | Miner Setback        | Bányászélet                 | Tommy Andreasen, Thomas Sebastian Fenger | Jerry Forder        | 2017. március 11  | 2017. február 27. | 306           |
| 27. | 7.  | Knight at the Museum | Múzeumi meló                | Tommy Andreasen, Thomas Sebastian Fenger | Jerry Forder        | 2017. március 18. | 2017. február 28. | 307           |
| 28. | 8.  | Hot Rock Massage     | Lávaköves masszázs          | Tommy Andreasen, Thomas Sebastian Fenger | Jerry Forder        | 2017. március 25. | 2017. március 1.  | 308           |
| 29. | 9.  | Rock Bottom          | A legmélyebb pont           | Tommy Andreasen, Thomas Sebastian Fenger | Alan Simpson        | 2017. április 1.  | 2017. március 2.  | 309           |
| 30. | 10. | In Charge            | Az új vezető                | Tommy Andreasen, Thomas Sebastian Fenger | Jerry Forder        | 2017. április 8.  | 2017. március 3.  | 310           |

## 4. évad: A Vég (The End) (2017)
| #   | #   | Eredeti cím                        | Magyar cím                   | Rendező                                  | Író | Eredeti premier     | Magyar premier      | Gyártási szám |
| --- | --- | ---------------------------------- | ---------------------------- | ---------------------------------------- | --- | ------------------- | ------------------- | ------------- |
| 31. | 1.  | Weekend At Halberts                | Hétvége Halbert királynál    | Tommy Andreasen, Thomas Sebastian Fenger |     | 2017. augusztus 21. | 2017. augusztus 14. | 401           |
| 32. | 2.  | The Gray Knight                    | A szürke lovag               | Tommy Andreasen, Thomas Sebastian Fenger |     | 2017. augusztus 22. | 2017. augusztus 15. | 402           |
| 33. | 3.  | The Good, The Bad And The Tightwad | A jó, a rossz és a fösvény   | Tommy Andreasen, Thomas Sebastian Fenger |     | 2017. augusztus 23. | 2017. augusztus 16. | 403           |
| 34. | 4.  | In His Majesty's Secret Service    | Őfelsége titkosszolgálatában | Tommy Andreasen, Thomas Sebastian Fenger |     | 2017. augusztus 24. | 2017. augusztus 17. | 404           |
| 35. | 5.  | The Stranger in the Halps          | Hegyi kaland                 | Tommy Andreasen, Thomas Sebastian Fenger |     | 2017. augusztus 25. | 2017. augusztus 18. | 405           |
| 36. | 6.  | Krakenskull                        | Lord Koponya                 | Tommy Andreasen, Thomas Sebastian Fenger |     | 2017. augusztus 28. | 2017. augusztus 21. | 406           |
| 37. | 7.  | Heart of Stone                     | Kőszív                       | Tommy Andreasen, Thomas Sebastian Fenger |     | 2017. augusztus 29. | 2017. augusztus 22. | 407           |
| 38. | 8.  | Between a Rock and a Hard Place    | Kő kövön nem marad           | Tommy Andreasen, Thomas Sebastian Fenger |     | 2017. augusztus 30. | 2017. augusztus 23. | 408           |
| 39. | 9.  | March of the Colossus              | A Kolosszus menetelése       | Tommy Andreasen, Thomas Sebastian Fenger |     | 2017. augusztus 31. | 2017. augusztus 24. | 409           |
| 40. | 10. | The Fall                           | A bukás                      | Tommy Andreasen, Thomas Sebastian Fenger |     | 2017. szeptember 1. | 2017. augusztus 25. | 410           |

## Alkalmazás Különkiadások (2016)
| #  | Eredeti cím                   | Magyar cím | Rendező                                       | Író            | Eredeti premier | Magyar premier |
| -- | ----------------------------- | ---------- | --------------------------------------------- | -------------- | --------------- | -------------- |
| 1. | Knights of the Realm - Part 1 |            | Dave Osborne, Stu Gamble, Jean Paul Vermeulen | Mark Hoffmeier | 2016.           |                |
| 2. | Knights of the Realm - Part 2 |            | Dave Osborne, Jerry Forder                    | Mark Hoffmeier | 2016.           |                |

## Web epizódok

### Webizódok (2015-2016)
| #  | Eredeti cím                               | Magyar cím                                  | Rendező         | Író             | Eredeti premier    | Magyar premier     |
| -- | ----------------------------------------- | ------------------------------------------- | --------------- | --------------- | ------------------ | ------------------ |
| 1. | Alliance of the Fortrex                   | A fortrex szövetsége                        | Tommy Andreasen | Mark Hoffmeier  | 2015. november 27. | 2015. december 14. |
| 2. | Jestro, the Bad... the Really, Really Bad | Jestro, a gonosz... a nagyon, nagyon gonosz | Tommy Andreasen | Mark Hoffmeier  | 2015. december 29. | 2015. december 20. |
| 3. | Good Knight Clay Moorington               | Clay Moorington, a jó lovag                 | Tommy Andreasen | David McDermott | 2015. december 29. | 2015. december 20. |
| 4. | Lucky to be Lance                         | Lance, a szerencsefia                       | Tommy Andreasen | David McDermott | 2015. december 31. | 2015. december 31. |
| 5. | Sir Axl… the Ever-Hungry                  | Sir Axl, az örökké éhes                     | Tommy Andreasen | David McDermott | 2015. december 31. | 2015. december 31. |
| 6. | Joust Game on Aaron!                      | Aaron,a lovagi torna bajnoka                | Tommy Andreasen | David McDermott | 2016. január 6.    | 2016. január 6.    |
| 7. | Macy's Parade                             | Macy parádéja                               | Tommy Andreasen | David McDermott | 2016. január 17.   | 2016. január 17.   |
| 8. | Brave and Bold (And Short) Sir Robin      | A bátor, merész (és alacsony) Sir Robin     | Tommy Andreasen | David McDermott | 2016. január 22.   | 2016. január 22.   |

### Mini epizódok (2015-2017)
| #   | Eredeti cím                                       | Magyar cím                                       | Eredeti premier      | Magyar premier                                                 |
| --- | ------------------------------------------------- | ------------------------------------------------ | -------------------- | -------------------------------------------------------------- |
| 1.  | The Way to Battle                                 |                                                  | 2015. október 8.     |                                                                |
| 2.  | Champion of Chivalry                              | A lovagiasság bajnoka                            | 2015. december 2.    | 2015. december 10. (Lego honlap) 2016. április 28. (YouTube)   |
| 3.  | Broom of Doom                                     | A végzet seprűje                                 | 2016. február 11.    | 2016. február 11. (Lego honlap) 2016. április 30. (YouTube)    |
| 4.  | Remote Control                                    | Távirányító                                      | 2016. március 16.    | 2016. március 16. (Lego honlap) 2016. április 29. (YouTube)    |
| 5.  | Shark Attack                                      | Cápatámadás                                      | 2016. április 13.    | 2016. május 1. (Lego honlap) 2016. augusztus 8. (YouTube)      |
| 6.  | Tale of the Nexo Power                            | A Nexo erők története                            | 2016. május 18.      | 2016. május 18. (Lego honlap) 2016. augusztus 9. (YouTube)     |
| 7.  | Royal Brawl                                       | Királyi csetepaté                                | 2016. május 19.      | 2016. május 19. (Lego honlap) 2016. augusztus 4. (YouTube)     |
| 8.  | Star Fall                                         | Csillaghullás                                    | 2016. június 17      | 2016. június 17. (Lego honlap) 2016. augusztus 10. (YouTube)   |
| 9.  | Quick Sand                                        | Futóhomok                                        | 2016. július 10.     | 2016. július 10. (Lego honlap) 2016. december 23. (YouTube)    |
| 10. | Defend the Castle                                 | Küldetés: védd meg a várat!                      | 2016. július 29.     | 2016. november 26. (YouTube)                                   |
| 11. | Attack and Rescue                                 | Második Küldetés: Támadás és kimentés            | 2016. augusztus 1.   | 2016. december 1. (YouTube)                                    |
| 12. | Snake Den                                         | Kígyólyuk                                        | 2016. augusztus 15.  | 2016. augusztus 15. (Lego honlap) 2016. december 23. (YouTube) |
| 13. | Force of Nature                                   | A természet ereje                                | 2016. szeptember 16. | 2016. szeptember 16. (Lego honlap) 2016. október 1. (YouTube)  |
| 14. | Fire Flies                                        | Szentjánosbogarak                                | 2016. október 13.    | 2016. október 13.                                              |
| 15. | Rock’n’Roll                                       | Rock’n’Roll                                      | 2016. november 15.   | 2016. november 15.                                             |
| 16. | Transformation                                    | Átalakulás                                       | 2016. december 15.   | 2016. december 15.                                             |
| 17. | AARON SKATE ‘N’ FIGHT                             | Aaron görkoris harca                             | 2016. december 20.   | 2017. január 1.                                                |
| 18. | CLAY IS FLYING HIGH                               | Clay szárnyal                                    | 2016. december 20.   | 2017. január 1.                                                |
| 19. | MACY’S AMAZING MACE                               | Macy csodálatos buzogánya                        | 2017. január 4.      | 2017. január 1.                                                |
| 20. | LANCE’S COOL DELIVERY                             | Lance menő stílusa                               | 2017. január 4.      | 2017. január 1.                                                |
| 21. | AXL COOKING MONSTERS                              | Axl szörnyet főz                                 | 2017. január 4.      | 2017. január 1.                                                |
| 22. | The return of Monstrox                            | Monstrox Visszatérése                            | 2017. január 4.      | 2016. december 28.                                             |
| 23. | Forbidden powers                                  | A Tiltott Erők                                   | 2017. január 4.      | 2016. december 28.                                             |
| 24. | Three Brothers                                    | A Három Testvér                                  | 2017. január 4.      |                                                                |
| 25. | Gargoyles and Harpies                             | Vízköpők és Hárpiák                              | 2017. január 4.      |                                                                |
| 26. | Jestro turns bad –again!                          | Jestro gonosz lesz - újra                        | 2017. január 4.      | 2017. január 16.                                               |
| 27. | Calling all knights                               | Felhívás minden lovagnak                         | 2017. január 12.     | 2017. január 12.                                               |
| 28. | Combo Nexo Powers                                 | Kombinálj tovább                                 | 2017. január 12.     | 2017. január 12.                                               |
| 29. | Battle Suit Fight Off                             | Párbaj harci öltözékekben                        | 2017. január 12.     | 2017. június 22.                                               |
| 30. | Unite against evil                                | Egységben a gonosz ellen                         | 2017. január 12.     | 2016. december 28.                                             |
| 31. |                                                   | Végtelen harci öltözék kombinációk               | 2017. január 12.     | 2017. január 12.                                               |
| 32. | Combo Mission                                     |                                                  | 2017. január 30.     |                                                                |
| 33. | Always Prepared                                   | Mindig készen                                    | 2017. február 26.    | 2017. február 26.                                              |
| 34. | Combo Mission 03: Combo Nexo Powers               |                                                  | 2017. március 29.    |                                                                |
| 35. | Chapter 3: Unstoppable Combinations               | Megállíthatatlan kombinációk                     | 2017. március 30.    | 2017. január 12.                                               |
| 36. | Chapter 4: Battle Suits Test Clay                 | Harci öltözék teszt – Clay                       | 2017. március 30.    | 2017. január 12.                                               |
| 37. | Chapter 4: Battle Suits Test Axl                  | Harci öltözék teszt – Axl                        | 2017. március 30.    | 2017. január 12.                                               |
| 38. | Chapter 4: Battle Suits test Lance                | Harci öltözék teszt – Lance                      | 2017. március 30.    | 2017. január 12.                                               |
| 39. | Chapter 4: Battle Suits Test Prank                | Harci öltözék csínytevés                         | 2017. március 30.    | 2017. január 12.                                               |
| 40. | Chapter 4: Battle Suits - Battle Suits Field Test | Harci öltözékek terep tesztje                    | 2017. március 30.    | 2017. március 28.                                              |
| 41. | Combo Mission 04: Battle Suits                    |                                                  | 2017. április 26.    |                                                                |
| 42. | Combo Mission 05                                  |                                                  | 2017. május 25.      |                                                                |
| 43. | Combo Mission 06                                  |                                                  | 2017. május 25.      |                                                                |
| 44. | Time to Combine                                   | Ideje kombinálni!                                | 2017. július 10.     | 2017. július 10.                                               |
| 45. | Rookie Mission 01: We Need You!                   | 01. Újonc küldetés: Rád van szükségünk!          | 2017. július 11.     |                                                                |
| 46. | Rookie Mission 02: Test Drive                     |                                                  | 2017. július 11.     |                                                                |
| 47. | Combo Mission Briefing 07: Stone Monster Intel    | 07. Kombó küldetés eligazítás: Kőszörny kémlelés | 2017. július 11.     |                                                                |
| 48. | Combo Mission Briefing 08: New Gear               |                                                  | 2017. július 11.     |                                                                |
| 49. | Game Time!                                        |                                                  | 2017. július 11.     |                                                                |
| 50. | Rookie Mission 03: Battle Suit Mission            |                                                  | 2017. szeptember 1.  |                                                                |
| 51. | Rookie Mission 04: Perfect Combo                  |                                                  | 2017. szeptember 1.  |                                                                |
| 52. | Combo Mission Briefing 09: Battle Suits           |                                                  | 2017. szeptember 1.  |                                                                |
| 53. | Combo Mission Briefing 10: Perfect Combo          |                                                  | 2017. szeptember 1.  |                                                                |
| 54. | Hero’s Code: Stay Alert!                          |                                                  | 2017. szeptember 1.  |                                                                |
| 55. | Hero’s Code: Bad Combo                            |                                                  | 2017. szeptember 1.  |                                                                |

## Nexo Knights: The Book of Creativity (2016)
A Nexo Knights: The Book of Creativity egy 4D-es rövidfilm, amelyet 2016. június 15-én mutattak be a Kaliforniai LEGOLAND-ben. Magyar változat nem készült belőle.